# Levon Gegamjan
Levon Gegamjan (* 25. července 1977 Achurjan) je bývalý arménský zápasník – klasik.

## Sportovní kariéra
Zápasení se věnoval od 8 let. Specializoval se na řecko-římský styl. V arménské mužské reprezentaci s pohyboval od roku 1995 ve váze do 82 (85) kg. V roce 1996 se kvalifikoval na olympijské hry v Atlantě, kde v úvodním kole nestačil na Švéda Martina Lidberga. V opravném pavouku však vyřadil obhájce titulu Maďara Pétera Farkase nebo Čecha Pavla Frintu 3:2 na technické body. Zastavil ho až v pátém kole Kazach Daulet Turlychanov. Obsadil 7. místo
Od roku 1999 startoval ve váze do 76 kg, ve které se kvalifikoval na olympijských hrách v Sydney v roce 2000. Do Sydney však formu nevyladil a nepostoupil ze základní skupiny přes rodáka Aru Abra'amjana reprezentujícího Švédsko. V roce 2004 startoval na svých třetích olympijských hrách V Athénách ve váze do 84 kg, ale podobně jako před čtyřmi lety nepostoupil ze základní skupiny. Vzápětí ukončil sportovní kariéru.

## Výsledky
| Turnaj             | 1993 | 1994 | 1995 | 1996 | 1997 | 1998 | 1999 | 2000 | 2001 | 2002 | 2003 | 2004 |
| Turnaj             | 16   | 17   | 18   | 19   | 20   | 21   | 22   | 23   | 24   | 25   | 26   | 27   |
| Turnaj             | -68  | -82  | -82  | -82  | -85  | -85  | -76  | -76  | -76  | -84  | -84  | -84  |
| ------------------ | ---- | ---- | ---- | ---- | ---- | ---- | ---- | ---- | ---- | ---- | ---- | ---- |
| Olympijské hry     |      |      |      | 7.   |      |      |      | úč.  |      |      |      | úč.  |
| Mistrovství světa  | —    | —    | úč.  |      | úč.  | 5.   | úč.  |      | —    | 4.   | úč.  |      |
| Mistrovství Evropy | —    | —    | —    | úč.  | úč.  | úč.  | 5.   | úč.  | —    | úč.  | 2.   | —    |
| MS juniorů         |      | 1.   |      | —    | 2.   |      |      |      |      |      |      |      |
| ME juniorů         | 4.   |      | —    | —    | 1.   |      |      |      |      |      |      |      |
| MS dorostenců      | 1.   |      |      |      |      |      |      |      |      |      |      |      |